# Shane Ryan
Shane Ryan (Drexel Hill, Estados Unidos, 27 de enero de 1994) es un deportista irlandés que compite en natación, especialista en el estilo espalda.
Ganó dos medallas de bronce en el Campeonato Mundial de Natación en Piscina Corta, en los años 2018 y 2024, una medalla de bronce en el Campeonato Europeo de Natación de 2018 y una medalla de bronce en el Campeonato Europeo de Natación en Piscina Corta de 2019.
Estudió el grado de Nutrición Deportiva en la Universidad Estatal de Pensilvania.

## Palmarés internacional
| Campeonato Mundial en Piscina Corta | Campeonato Mundial en Piscina Corta | Campeonato Mundial en Piscina Corta | Campeonato Mundial en Piscina Corta |
| Año                                 | Lugar                               | Medalla                             | Prueba                              |
| ----------------------------------- | ----------------------------------- | ----------------------------------- | ----------------------------------- |
| 2018                                | Hangzhou (China)                    | Medalla de bronce                   | 50 m espalda                        |
| 2024                                | Budapest (Hungría)                  | Medalla de bronce                   | 50 m espalda                        |
| Campeonato Europeo                  |                                     |                                     |                                     |
| Año                                 | Lugar                               | Medalla                             | Prueba                              |
| 2018                                | Glasgow (Reino Unido)               | Medalla de bronce                   | 50 m espalda                        |
| Campeonato Europeo en Piscina Corta |                                     |                                     |                                     |
| Año                                 | Lugar                               | Medalla                             | Prueba                              |
| 2019                                | Glasgow (Reino Unido)               | Medalla de bronce                   | 50 m espalda                        |